# Списак основних школа у Зајечарском округу
Списак државних основних школа у Зајечарском управном округу, односно Граду Зајечару и општинама Бољевац, Књажевац и Сокобања. 

## Град Зајечар
| Основна школа                 | Адреса                            | Година оснивања | Ранији називи                    |
| ----------------------------- | --------------------------------- | --------------- | -------------------------------- |
| Зајечар                       |                                   |                 |                                  |
| ОШ „Десанка Максимовић”       | Доситејева 4.                     | 1830.           | ОШ „Миленко Брковић Црни”        |
| ОШ „Ђура Јакшић”              | Лењинова 1.                       | 1960.           | —                                |
| ОШ „Јеремија Илић Јегор”      | Светосавска 2, Рготина            | 1844.           | ?                                |
| ОШ „Љуба Нешић”               | Доситејева 2.                     | 1892.           | —                                |
| ОШ „Љубица Радосављевић Нада” | Ђердапска бб                      | 1972.           | —                                |
| ОШ „Хајдук Вељко”             | Добривоја Радосављевића Бобија бб | 1984.           | ОШ „Добривоје Радосављевић Боби” |
| Остала места                  |                                   |                 |                                  |
| ОШ „15 мај”                   | Мали Јасеновац бб, Мали Јасеновац | 1985.           | ?                                |
| ОШ „Владислав Петковић Дис”   | Зорана Радмиловића 10, Грљан      | 1842.           | ОШ АВНОЈ                         |
| ОШ „Вук Караџић”              | Изворски пут бб, Велики Извор     | 1839.           | ОШ „22. децембар”                |
| ОШ „Доситеј Обрадовић”        | Вражогрнац бб, Вражогрнац         | 1841.           | ?                                |
| ОШ „Јован Јовановић Змај”     | Маршала Тита 35, Салаш            | 1867.           | ?                                |

## Општина Бољевац
| Основна школа          | Адреса                    | Година оснивања | Ранији називи |
| ---------------------- | ------------------------- | --------------- | ------------- |
| ОШ „9. српска бригада” | Кнеза Милоша 11.          | 1841.           | ?             |
| ОШ „Ђорђе Симеоновић”  | Подгорац бб, Подгорац     | 1840.           | ?             |
| ОШ „Ђура Јакшић”       | Сумраковац бб, Сумраковац | 1839.           | ?             |

## Општина Књажевац
| Основна школа                   | Адреса                 | Година оснивања | Ранији називи                                   |
| ------------------------------- | ---------------------- | --------------- | ----------------------------------------------- |
| ОМШ „Предраг Милошевић”         | Кеј Вељка Влаховића 19 | 1980            |                                                 |
| ОШ „Вук Караџић”                | Омладинска 3           | 1973.           | Основна школа број два · ОШ „Тимочки партизани” |
| ОШ „Димитрије Тодоровић Каплар” | Лоле Рибара 12.        | 1835.           | ?                                               |
| ОШ „Дубрава”                    | Ивана Милутиновића бб  | 1993.           | —                                               |
| ОШ „Младост”                    | Боре Станковића бб     | 1958.           | ?                                               |

## Општина Сокобања
| Основна школа           | Адреса                 | Година оснивања | Ранији називи           |
| ----------------------- | ---------------------- | --------------- | ----------------------- |
| ОШ „Митрополит Михаило” | Митрополита Михаила 5. | 1978.           | ОШ „Димитрије Драговић” |